# 아프가니스탄의 행정 구역
아프가니스탄의 행정 구역은 34개의 주와 이들 주에서 수많은 군으로 나뉜다.